# Frontière entre la Serbie et l'Union européenne
La frontière entre la Serbie et l'Union européenne est la frontière délimitant les territoires voisins sur lesquels la Serbie et les États-membres de l'Union européenne exercent leur souveraineté. Longue de 945 kilomètres depuis le 1er janvier 2007, et de 1162 km depuis le 1er juillet 2013, elle est constituée par les frontières entre ce premier pays et la Bulgarie, la Hongrie, la Croatie et la Roumanie, soit les frontières serbo-bulgare, serbo-hongroise, serbo-croate et serbo-roumaine, respectivement.